# Stazione di Asaka (Saitama)
La stazione di Asaka (朝霞駅?, Asaka-eki) è una stazione ferroviaria situata nella città omonima della prefettura di Saitama, in Giappone, ed è servita dalla linea Tōbu Tōjō delle Ferrovie Tōbu.

## Linee
Ferrovie Tōbu
● Linea Tōbu Tōjō

## Struttura
La stazione è dotata di due marciapiedi a isola con quattro binari passanti in superficie.
| 1 | ● Linea Tōbu Tōjō | Semiespressi per Shigi, Kawagoe, Sakado, Shinrinkōen e Ogawamachi |
| 2 | ● Linea Tōbu Tōjō | Locali per Shigi, Kawagoe, Sakado, Shinrinkōen e Ogawamachi |
| 3 | ● Linea Tōbu Tōjō | Locali per Wakōshi, Narimasu e Ikebukuro via Linea Yurakucho per Shin-Kiba via Linea Fukutoshin per Shibuya, via linea Tōkyū Tōyoko per Yokohama e, via linea Minatomirai per Motomachi-Chūkagai |
| 4 | ● Linea Tōbu Tōjō | Semiespressi per Wakōshi, Narimasu e Ikebukuro |

## Stazioni adiacenti
| «                                 | Servizio        | »               |
| Linea Tōbu Tōjō                   | Linea Tōbu Tōjō | Linea Tōbu Tōjō |
| --------------------------------- | --------------- | --------------- |
| Wakōshi                           | Locale          | Asakadai        |
| Wakōshi                           | Semiespresso    | Asakadai        |
| Tutti gli altri treni non fermano |                 |                 |